# 키스 미셸

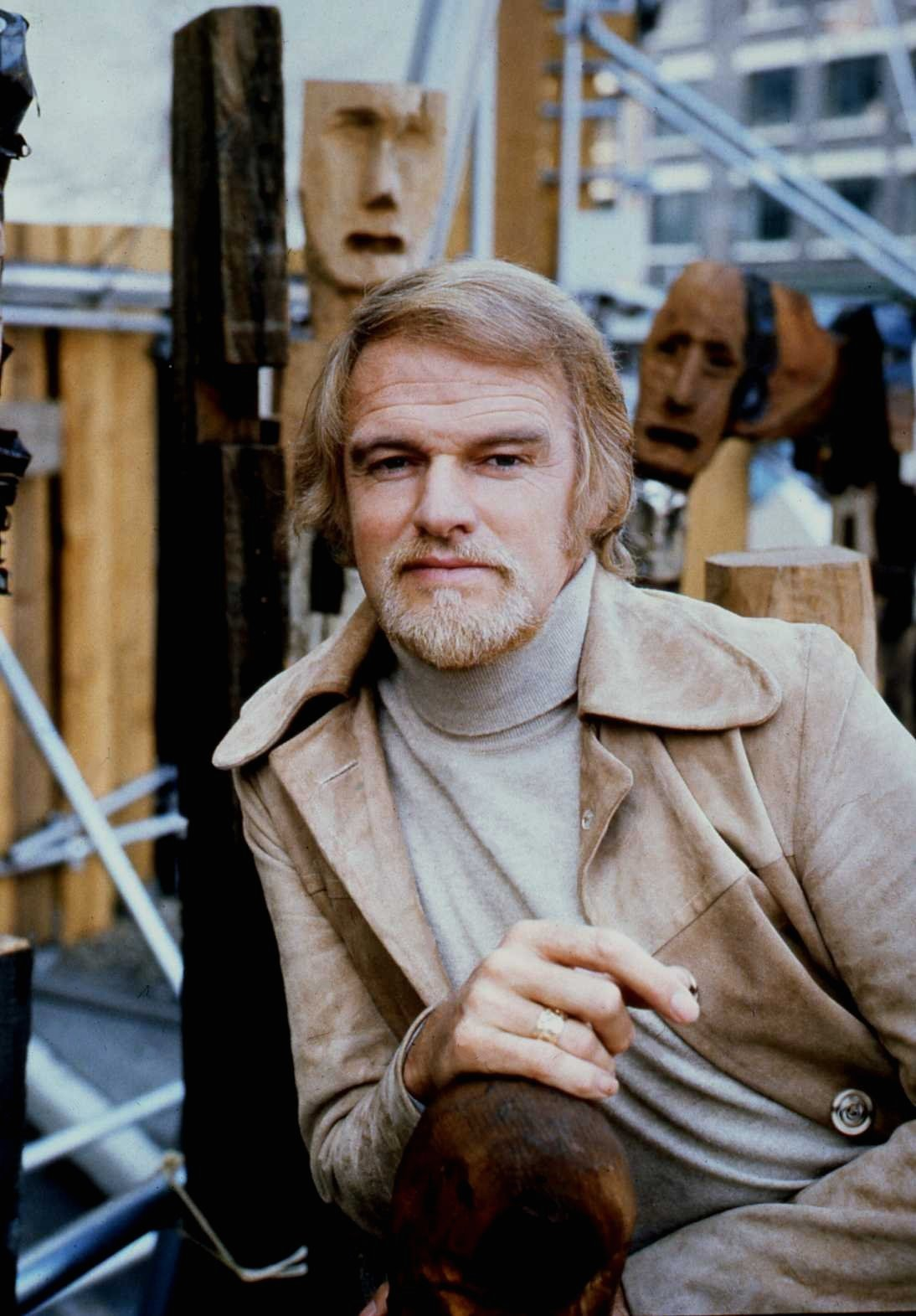

키스 미셸(영어: Keith Michell, 1926년 12월 1일 ~ 2015년 11월 20일)은 오스트레일리아 출신으로 영국에서 활동했던 배우이다.
애들레이드에서 태어났으며 런던 햄프스티드에서 사망하였다. 사인은 심근 경색이다.

## 방송
- 제시카의 추리극장

## 영화
- 왕자와 거지 (1996년) - 헨리 8세 역
- 더 디시버스 (1988년)
- 제시카의 추리 극장 (1984년)
- 크로스 크리크 (1983년)
- 야곱과 요셉 (1974년) - 야곱 역
- 헨리 8세 (1973년)
- 헨리 8세 (1971년)
- 프루든스 앤 더 필 (1968년)
- 더 스프레드 오브 더 이글 (1963년)
- 오델로 (1961년)
- 더 집시 앤드 더 젠틀맨 (1958년)